# Оу Клер (окръг, Уисконсин)
Окръг Оу Клер (на английски: Eau Claire County) е окръг в щата Уисконсин, Съединени американски щати. Площта му е 1671 km², а населението - 105 710 души (1 април 2020). Административен център е град Оу Клер.